# Aureus
|  | Per a altres significats, vegeu «auri (unitat de massa)». |

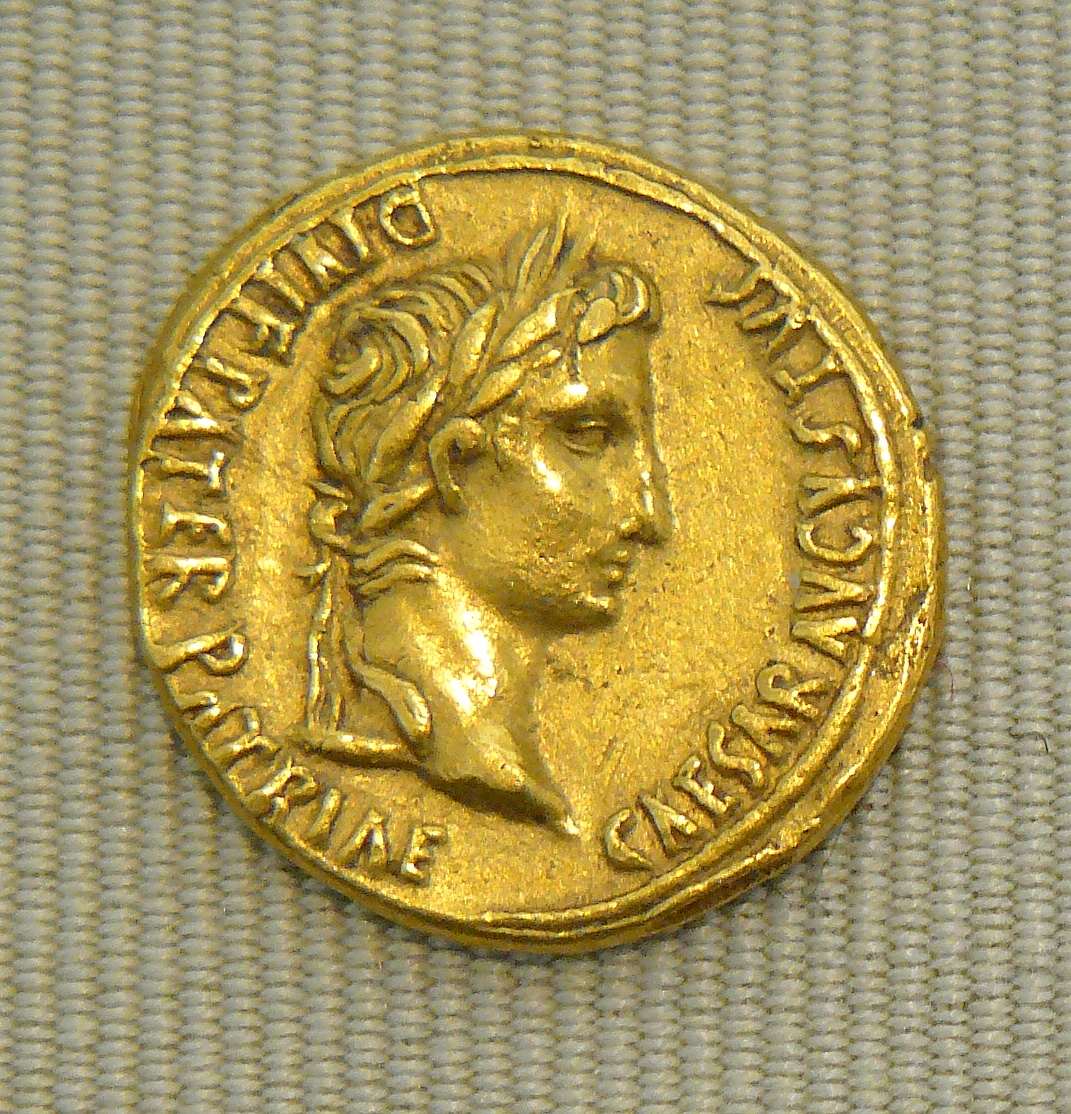
Aureus de Lugdúnum, 2 aC-4 dC.

L'aureus o auri fou una moneda romana d'or que va circular durant el període imperial. Equivalia a 25 denaris (o 100 sestercis, o 400 asos). El seu pes era de 7,20 grams d'or. Va aparèixer ja a finals del període de la República Romana, però fou molt abundant ja amb l'Imperi. El seu pes es va anar reduint de manera progressiva, fins que la reforma de Constantí el Gran va substituir l'aureus per una nova moneda: el sòlid romà d'Orient per combatre la inflació. Posteriorment, entre els segles x i xii, a Catalunya es donava el mateix nom a la moneda d'or àrab i a totes llurs imitacions successives: el dinar, el mancús i el morabatí.